# Catch 22 (groupe)
Pour les articles homonymes, voir Catch 22.
Catch 22 est un groupe de ska punk américain, originaire d'East Brunswick, dans le New Jersey.

## Biographie
Catch 22 est formé par le guitariste et guitariste et chanteur Tomas Kalnoky et Chris Greer qui recrutera le trompettiste Kevin Gunther, qui travaillait à l'époque dans un disquaire local. Le bassiste Josh Ansley, le saxophoniste Ryan Eldred et tromboniste James Egan, également le premier professeur de musique de Kevin Gunther.
Le groupe publie une cassette démo audio, Rules of the Game, en 1996. Il se vend à 2 000 exemplaires. Le groupe envoie plusieurs exemplaires à des labels comme Toybox Records. Toybox est dirigé par Sean Bonner, qui a emménagé à Chicago, dans l'Illinois, pour travailler au sein de Victory Records. Sean amènera la cassette dans les bureaux de Victory et suggère de signer le groupe. Le groupe signe alors avec Victory Records, et produit son premier album studio, Keasbey Nights, en 1998. Ansley quitte le groupe et est remplacé par Pat Calpin. Tomas Kalnoky quitte également le groupe peu de temps après en partie à cause de la pression exercée par ses parents mais aussi pour continuer ses études. Catch 22 continue avec Pat Calpin désormais à la guitare, Pat « Mingus » Kays à la basse, et Jeff Davidson au chant. Après l'enregistrement de l'EP Washed UP!, Egan quitte le groupe.
Alone in a Crowd suit en 2000 avec Mike Soprano au trombone.  Après cette sortie, le groupe tourne à l'échelle nationale avec notamment Mustard Plug, et Reel Big Fish. Davidson et Soprano quittent le groupe en 2001 pour poursuivre d'autres projets. Le groupe recrute Ian McKenzie (ex-Edna's Goldfish) au trombone et au chant. Le groupe continue avec Ryan Eldred et  Kevin Gunther au chant. Washed Up and Through the Ringer, une suite de l'EP Washed Up! EP,  est publiée en 2001. Leur troisième album, Dinosaur Sounds, est publié en 2003. En 2004, Catch 22 publie Live, un CD/DVD d'un concert enregistré à The Downtown de Farmingdale, plus tôt dans l'année. En 2006, ils publient leur quatrième album, Permanent Revolution.
En juillet 2010, l'ancien chanteur Jeff Davidson revient en invité pour quelques chansons, une première depuis 2001. En février 2012, Catch 22 annonce sa participation au  Bamboozle 2012. Le groupe restera inactif sans pour autant s'être séparé. En février 2015, Catch 22 est annoncé à l'Amnesia Rockfest de Montebello, au Québec.

## Membres

### Membres actuels
- Ryan Eldred - saxophone tenor, chant, composition (depuis 1996)
- Pat Calpin - guitare (depuis 1998)
- Kevin « K.G » Gunther - trompette, chant (depuis 1996)
- Pat « Mingus » Kays - guitare basse (depuis 1998)
- Dave Solomon - chœurs (depuis 2015)
- Chris Greer - batterie (depuis 1996)

### Anciens membres
- Tomas Kalnoky - guitare, chant, composition (1996-1998)
- Jeff Davidson - chant, composition (1998-2001)
- Jason Scharenguivel - basse,  chœurs (1996-1997)
- Josh Ansley - basse, chœurs (1996-1998)
- James Egan - trombone, flûte, cor français, pipeau, chœurs (1996-1999)
- Mike Soprano - trombone (1999-2001)
- Ian McKenzie - trombone (2001-2014)

## Discographie

### Albums studio
- 1998 : Keasbey Nights
- 2000 : Alone in a Crowd
- 2001 : Washed Up and Through the Ringer
- 2003 : Dinosaur Sounds
- 2004 : Live
- 2006 : Permanent Revolution

### Album live
- 2004 : Live

### EP
- 1996 : Rules of the Game
- 1999 : Washed Up!

### Single
- 2006 : Party Song